# Prostobuccantia brocha
Prostobuccantia brocha är en djurart som tillhör fylumet bukhårsdjur, och som beskrevs av Evans och William D. Hummon 1991. Prostobuccantia brocha ingår i släktet Prostobuccantia och familjen Turbanellidae. Inga underarter finns listade i Catalogue of Life.